# وسط وسترشير (دائرة انتخابية في المملكة المتحدة)
وسط وسترشير  (بالإنجليزية: Mid Worcestershire)‏ هي إحدى الدوائر الانتخابية في المملكة المتحدة الممثلة في مجلس العموم في برلمان المملكة المتحدة.
عضو البرلمان الذي يمثلها حالياً هو :Peter Luff (Con).